# Yukari Kinga
Yukari Kinga (近賀ゆかり, Kinga Yukari, Yokohama, 2 de maio de 1984) é uma futebolista japonesa que atua como zagueira. Atualmente joga pelo INAC Kobe Leonessa.

## Carreira
Kinga fez parte do elenco da Seleção Japonesa de Futebol Feminino, nas Olimpíadas de 2008 e 2012. E nos mundiais de 2011 e 2015.

## Títulos
Japão
- Mundial: 2011